# Gáe Bolg

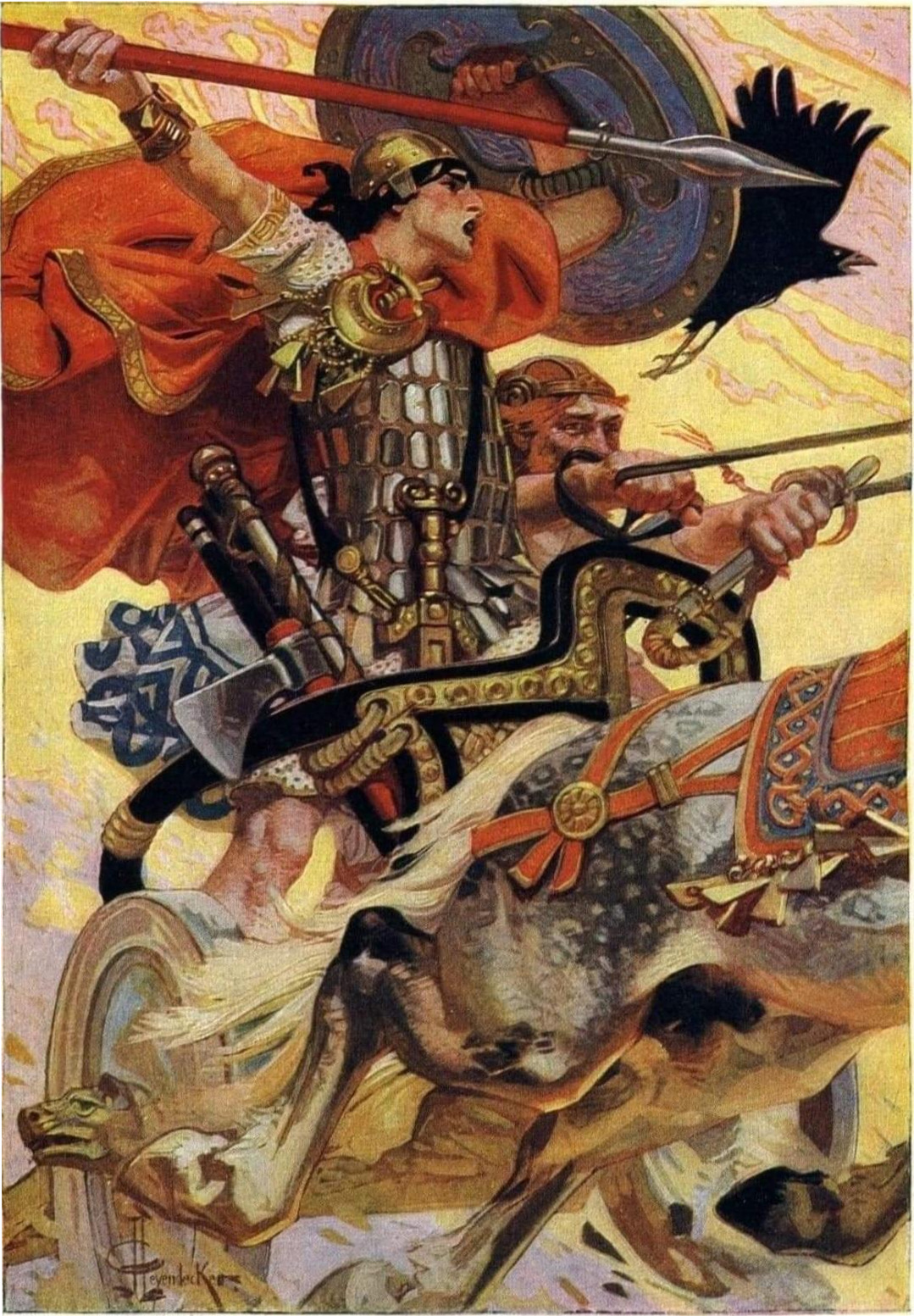
Cú Chulainn preparando un ataque con el Gáe Bolg

El Gáe Bolg (también Gáe Bulga, Gáe Bulg, Gáe Bolga), que significa "lanza de muerte/dolor mortal", "lanza con muescas" o "lanza del vientre", era el nombre de la lanza de Cúchulainn en el ciclo del Úlster de la mitología irlandesa. Se lo dio su maestra de artes marciales, la guerrera Scáthach, y su técnica le fue enseñada solo a él.

## Leyenda
Estaba hecha del hueso de un monstruo marino, el Curruid, que había muerto mientras luchaba contra otro monstruo marino, el Coinchenn. Aunque algunas fuentes afirman que se trata simplemente de una lanza particularmente letal, otras, en particular el Libro de Leinster, afirman que solo podría usarse en condiciones rituales muy especializadas:
 

El Gáe Bulg tuvo que estar listo para usarse en un arroyo y lanzarse desde la horquilla de los dedos de los pies. Entró en el cuerpo de un hombre con una sola herida, como una jabalina, luego se abrió en treinta púas. Solo cortando la carne se podría sacar del cuerpo de ese hombre.

En otras versiones de la leyenda, la lanza tenía siete puntas, cada una con siete púas. En el Táin Bó Cuailnge, Cúchulainn recibió la lanza después de entrenar con la gran maestra guerrera Scáthach en Alba. Ella le enseñó a él y a su hermano adoptivo, Ferdiad, lo mismo, excepto que le enseñó la hazaña de Gáe Bulg solo a Cuchulainn. Más tarde lo usó en combate singular contra Ferdiad. Estaban peleando en un vado, y Ferdiad tenía la ventaja; El auriga de Cúchulainn, Láeg, hizo flotar el Gáe Bulg río abajo hasta su amo, quien lo arrojó al cuerpo de Ferdiad, perforando la armadura del guerrero y "atravesando los caminos y caminos de su cuerpo de modo que cada articulación se llenó de púas". Ferdiad murió poco después. En otra ocasión, Cúchulainn también mató a su propio hijo, Connla, con la lanza. En ambos casos, se utilizó como último recurso, ya que una vez arrojado resultaba invariablemente fatal.
El uso de Cúchulainn del Gáe Bulg en el Táin Bó Cuailnge ejemplifica su letalidad y la espantosa condición en la que deja a sus víctimas. Esto se puede ver en el hecho de que después de usarlo, uno literalmente debe cortar a la víctima para recuperarlo. Este fue el caso en el asesinato de Ferdiad por parte de Cúchulainn. Como se afirma en la traducción de Ciaran Carson de The Táin:
 

Láeg se adelantó y abrió a Fer Diad y sacó el Gáe Bolga. Cú Chulainn vio su arma ensangrentada y carmesí del cuerpo de Fer Diad...

## Etimología
Tradicionalmente, el nombre se ha traducido como "lanza del vientre", y el segundo elemento del nombre, bulga, se trata como un derivado del irlandés antiguo bolg "vientre, saco, bolsa".
Varios eruditos celtas notables, incluidos Joseph Loth y Kuno Meyer, han preferido derivarlo del irlandés antiguo bolc "brecha, muesca" (cognado con bwlch galés), lo que sugiere un vínculo lingüístico con el segundo elemento en el nombre de la espada de  Fergus mac Róich, Caladbolg y la espada del rey Arturo Caledfwlch.
El lingüista Eric Hamp deriva el segundo elemento, bulga, de un compuesto protocelta *balu-gaisos que significa "lanza del dolor mortal/lanza de la muerte" (comparable al irlandés antiguo fogha "lanza, dardo", del protocelta *uo-gaisu - ). Una vez que el segundo elemento *gaisos "lanza" ya no era reconocible para los hablantes de irlandés, su cognado en irlandés antiguo, gáe, se volvió a unir al principio para aclararlo, formando un nuevo compuesto tautológico.